# 銀狐作戦
銀狐作戦（ぎんぎつねさくせん、ドイツ語: Unternehmen Silberfuchs）は、ナチス・ドイツとフィンランドが第二次世界大戦中の1941年に、フィンランド北中部で行った軍事作戦。二国間の協定で、作戦は、ノルウェー駐留ドイツ軍（ニコラス・フォン・ファルケンホルスト上級大将）が行うことになった。フィンランド軍部隊も、指揮下に組み込まれた。作戦目的は、ペツァモ地区のニッケル鉱山の安全の確保、サッラ地区の回復、ムルマンスク鉄道の遮断、ムルマンスクの攻略であった。
作戦目的のうちの、サッラ地区の回復、ニッケル鉱山の安全確保は、達成できたが、残りの目標については、ソ連軍の激しい抵抗、進撃が困難な地形、戦力不足、非常に貧弱な補給インフラ、対外的配慮によるフィンランド軍の消極姿勢、ドイツ軍上級司令部の冷淡な姿勢などから達成できず、冬が到来した11月に作戦は打ち切られた。当時、ドイツ軍は主戦線で勝利を続けていたので、この作戦の失敗は、さほど重要視されなかった。

## 計画と準備

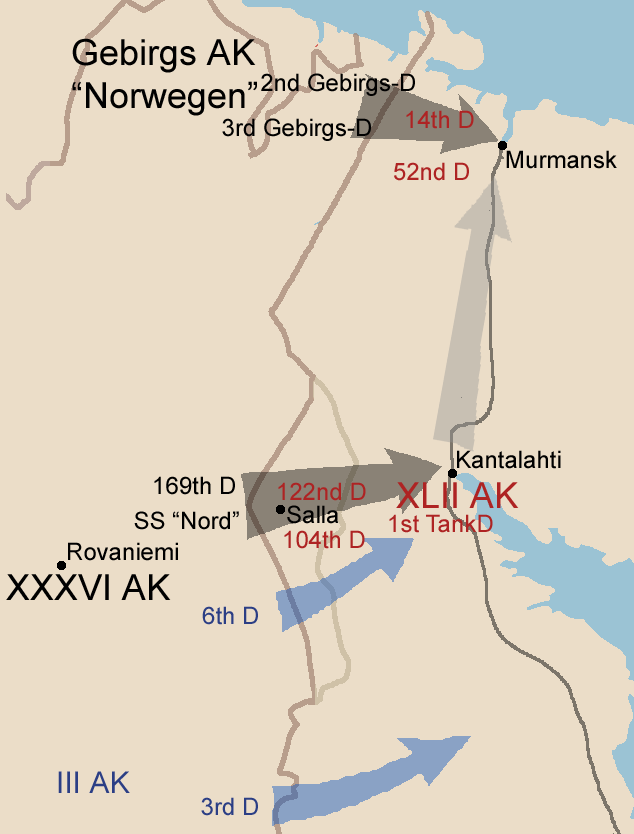
銀狐作戦の当初予定

1940年7月のノルウェー占領以後、ドイツはソ連とフィンランドの戦争が再開した際に、ソ連軍の攻撃からペツァモを防衛する為の作戦が、トナカイ作戦の名前で計画された。ペツァモの近くにあるニッケル鉱山は、ドイツの軍需生産にとって不可欠であった。ドイツは1940年9月以降、北部フィンランドを通過する兵員の移動と補給の権利を得ていた。
1941年1月、ノルウェー駐留ドイツ軍参謀長エーリヒ・ブッシェンハーゲン大佐はソ連に対して予定されるバルバロッサ作戦においてフィンランド軍と協力ができないか協議するように命令された。4月には、フィンランド軍との協議はほぼまとまり、銀狐作戦の大筋は、国防軍最高司令部(OKW)の承認を受けた。
銀狐作戦は、フィンランド北中部におけるドイツ軍の作戦で、北部では、ペツァモを確保するトナカイ作戦。その後、ペツァモよりムルマンスクに進撃する白金狐作戦。これの実施部隊は、ノルウェー駐留ドイツ軍山岳軍団の2個師団。南部では、北極狐作戦。この作戦は、作戦区域が２つあり、一つはXXXVI軍団(ハンス・ファイゲ騎兵大将)が、ケミヤルヴィ→サッラ→カンダラクシャ→ムルマンスクと進撃する。もう一つは、フィンランドIII軍団が、スオムサラミ→ウクタ→ケミと進撃する。カンダラクシャとケミは、ムルマンスク鉄道が通過しており、攻略できればムルマンスク鉄道が遮断できた。山岳軍団の作戦地域は、10月には冬が到来し、作戦行動は不可能になるので、作戦は、9月末までに完了することが必要であった。
これらの作戦に参加予定の部隊は、ノルウェー南部かドイツ本国にあったが、ノルウェー北部は鉄道はなく、道路は貧弱で冬季は翌年5月まで通行不可であった。したがって、沿岸航路を使う必要があったが、イギリス海軍の襲撃を受ける恐れがあった。また、フィンランド側は、中部のロバニエミまでしか鉄道はなく、ロバニエミーペツァモ間は、大軍の移動には適さない道路があるだけだった。そこで、ドイツは、スウェーデンと交渉して、ノルウェー南部からフィンランド国境まで、第163師団などの鉄道移動を認めさせた。
ドイツ本国にあったXXXVI軍団司令部、軍団直轄部隊、第169師団のフィンランド領内への展開計画は青狐1、青狐2(Blaufuchs I and Blaufuchs II)と名前をつけられ、1941年6月に始まった。これらの部隊は、フィンランド領内を鉄道でロバニエミまで移動したが、6月18日までは、国境沿いに展開することは禁止されていた。ノルウェー駐留ドイツ軍は、ロバニエミに前線司令部を設置した。

## 両軍の戦闘序列(1941年6月22日)

### ドイツ軍
- ノルウェー駐留ドイツ軍(ニコラウス・フォン・ファルケンホルスト上級大将)
  - 山岳軍団(エドゥアルト・ディートル山岳兵大将)　トナカイ作戦(キルケネス→ペツァモ) 白金狐作戦(ペツァモ→ムルマンスク)
    - 第2山岳師団
    - 第3山岳師団
    - イヴァロ大隊(フィンランド)

  - XXXVI軍団(ハンス・ファイゲ騎兵大将)　北極狐作戦(ケミヤルヴィ→サッラ→カンダラクシャ→ムルマンスク)
    - 第169歩兵師団
    - SS戦闘団ノルド
    - フィンランド第6師団

  - フィンランドIII軍団(ヤルマル・シーラスヴォ少将)  北極狐作戦(クーサモ→ケステンガ→ルウヒ、スオムサラミ→ウクタ→ケミ)
    - フィンランド第3師団
- 第5航空艦隊(ハンス＝ユルゲン・シュトゥムプフ上級大将)
  - 作戦機 60機

## トナカイ作戦
第一段階として、1941年6月22日にバルバロッサ作戦開始と共にトナカイ作戦が開始された。フィンランドの諒解のもと、ノルウェー駐留ドイツ軍の第2、第3山岳師団がキルケネスからノルウェー・フィンランド国境を越えて、ペツァモに進駐した。これらのドイツ軍の動きは、当然、リューバチ半島のソ連軍に観測された。これらのドイツ軍は、6月29日まで、1940年のフィンランド・ソ連国境を越えないように命令されていた。

## 白金狐作戦

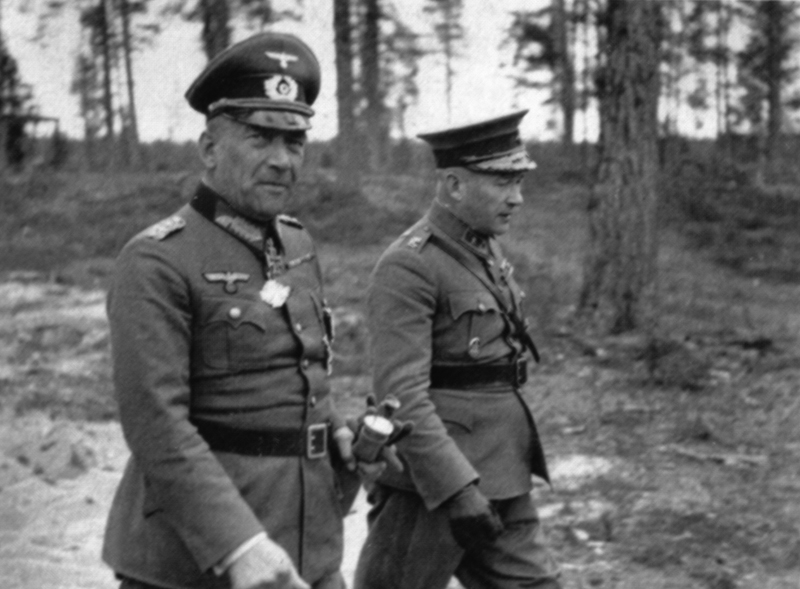
ファルケンホルストとシーラスヴオ

6月29日に作戦は開始され、山岳軍団は1940年国境をこえて東に進撃した。7月6日には、国境から約25kmのリスタ川に到達したが、そこで、激しいソ連軍の抵抗を受けて進撃は停止した。リスタ川からペツァモの間は、まともな道路はなく、山岳兵師団はラバによる荷駄補給に頼っていたが、酷使でラバもバタバタ倒れる状況であった。ドイツ空軍の支援はまったく不十分で、ソ連北方艦隊、ソ連空軍、ムルマンスク鉄道の活動を止めることはできず、ソ連軍のムルマンスクからの増援を止めることは出来なかった。7月から9月の間に、三回、リスタ川のソ連軍防衛線を破る為の攻勢作戦が行われたが、消耗して補給不良の部隊は、その目的は達成できなかった。ドイツ軍は、この作戦で10300人の兵士を失った。10月の冬の到来を目前にして、9月21日に、ファルケンホルストとディートルは作戦の打ち切りに合意し、OKWも追認した。

## 北極狐作戦
白金狐作戦から遅れて、北極狐作戦が7月1日に開始された。XXXVI軍団はサッラへ攻撃を開始した。
攻勢の目的はサッラを確保し、カンダラクシャを攻略しムルマンスク鉄道を遮断することだった。XXXVI軍団のドイツ軍部隊の中ではSS戦闘団ノッドは警察部隊を格上げしたもので、軍団司令部の判定では戦闘任務には不適切だと判定されたが、代わりの部隊はなかったので作戦に投入された。サッラ攻略の初日の戦闘でSS戦闘団ノルドは、大損害を受け前線任務から外された。

## 結果

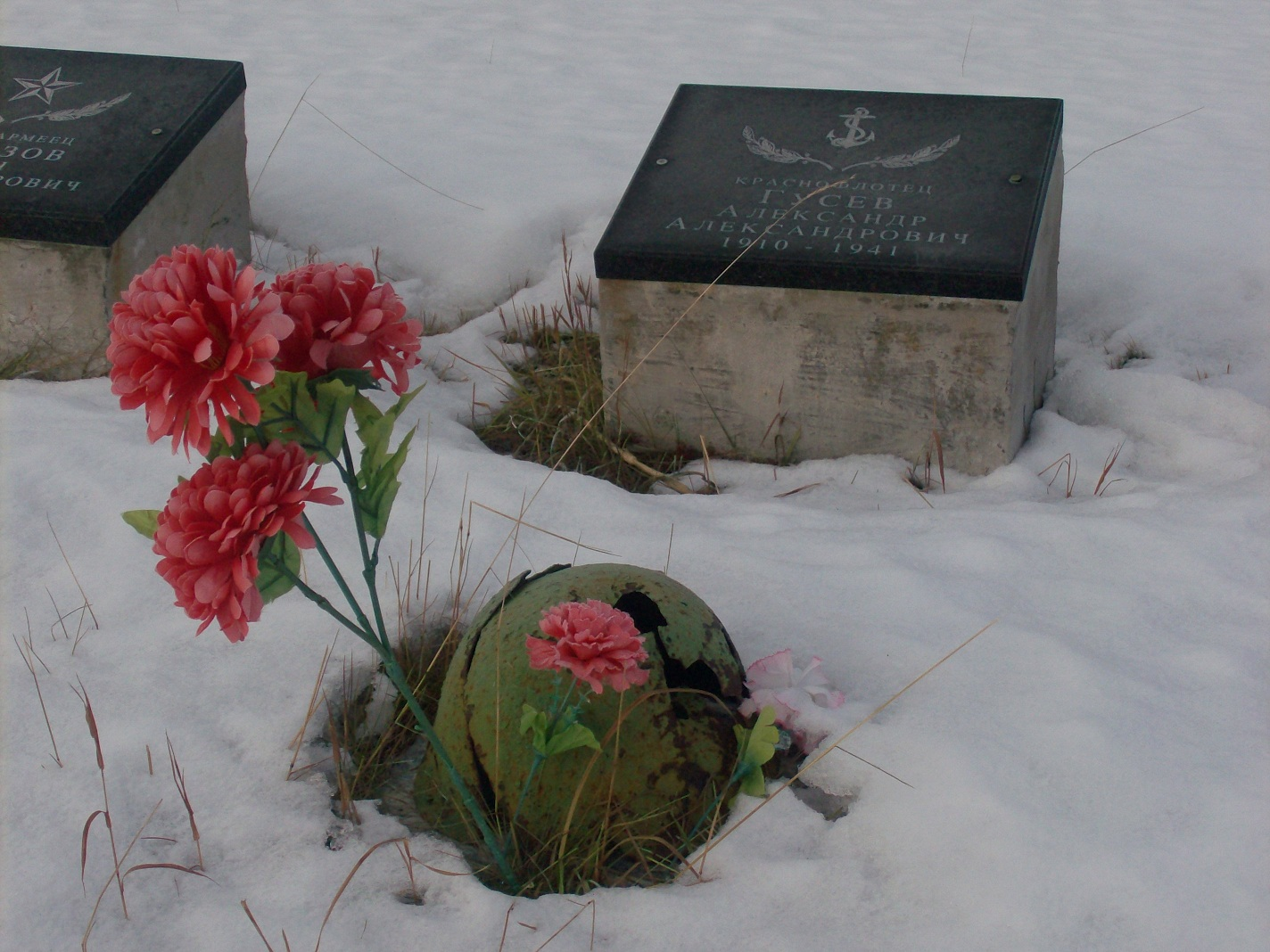
リスタ川近傍にある「ソビエト極北の防衛者たちの記念墓碑」は4年の長きにわたる極北の厳しい戦いを表している

作戦の失敗により、ドイツ軍はムルマンスクの攻略もムルマンスク鉄道の遮断も出来なかった。当時は、ドイツ軍は、主戦線で、ソ連軍に連勝中であり、ドイツ軍首脳は、短期勝利を予想していたので、この作戦の失敗やムルマンスクの重要性は、それほど重く考えられなかった。しかし、ドイツ軍が12月にモスクワ前面で敗北し、独ソ戦が長期戦になることが明らかになると、アメリカの膨大なレンド・リース法援助物資が流れ込むムルマンスクとムルマンスク鉄道の存在は、ドイツにとって大変な問題となった。
1942年と1943年に、ムルマンスク鉄道を遮断する作戦が計画されたが、ドイツ軍は単独で必要な戦力を準備できず、フィンランドはアメリカとの関係重視から、ドイツ軍の協力要請には、非常に高い留保条件をつけて、作戦は実施されることはなかった。
ムルマンスクは戦争を通じて維持され続け、おおよそ全体の4分の1のレンドリース物資がこの港とアルハンゲリスクから受け取られた。ペルシア湾ルートが本格的に稼働したのは1943年になってからで、バレンツ海ルートの支援物資は、ソ連が1941年の災厄からすばやく立ち直ることに大きく貢献した。
フィンランドでの戦争は1945年5月まで続いた。1944年9月、フィンランドはソ連と講和し、ラップランド戦争が始まった。1944年10月、ソ連軍はペツァモ-キルケネス作戦を開始し、キルケネスまで進出した。

## 画像

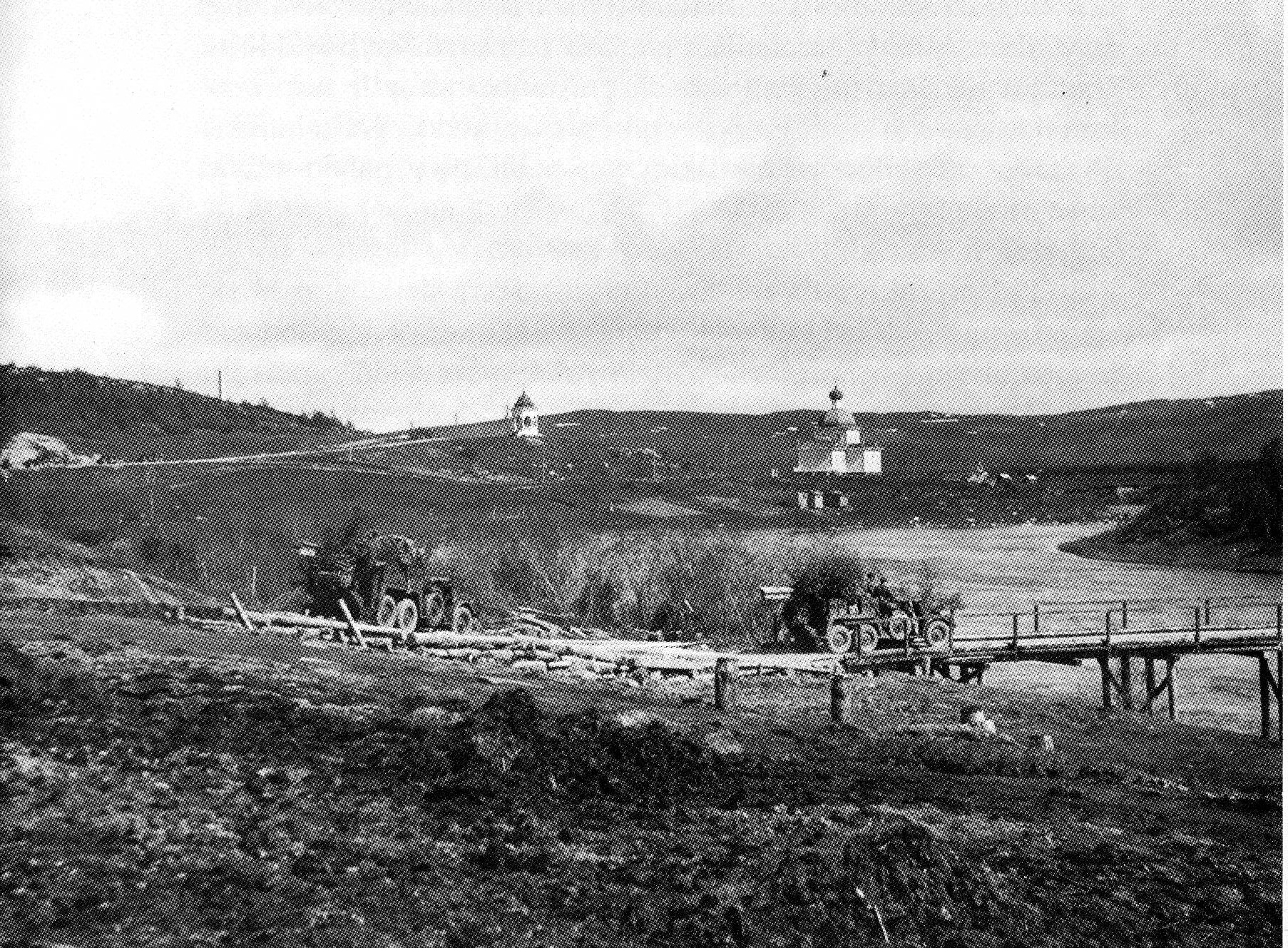
ペツァモ川を渡るドイツ軍車両
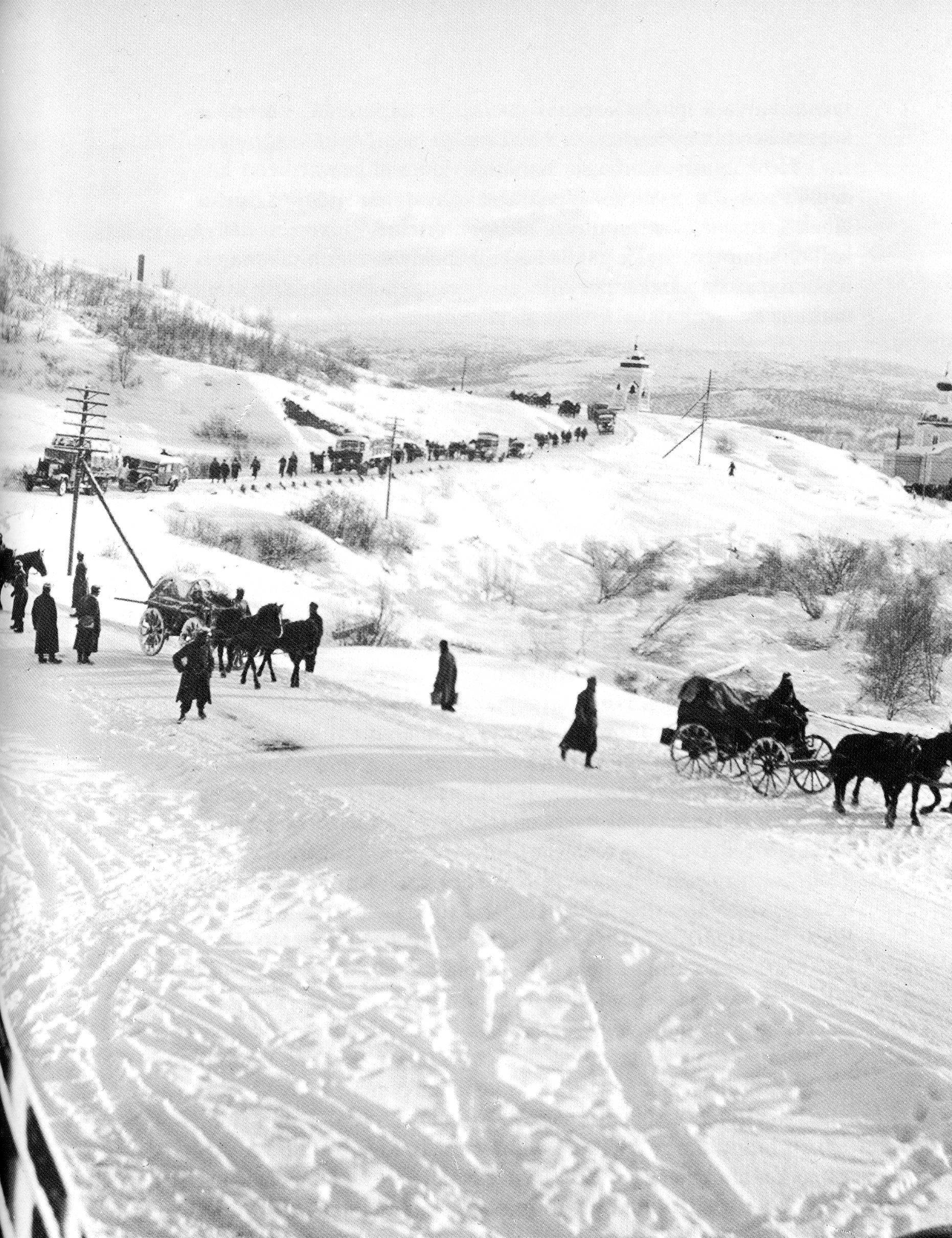
リスタ川の前線に向かうドイツ軍。1941年7月
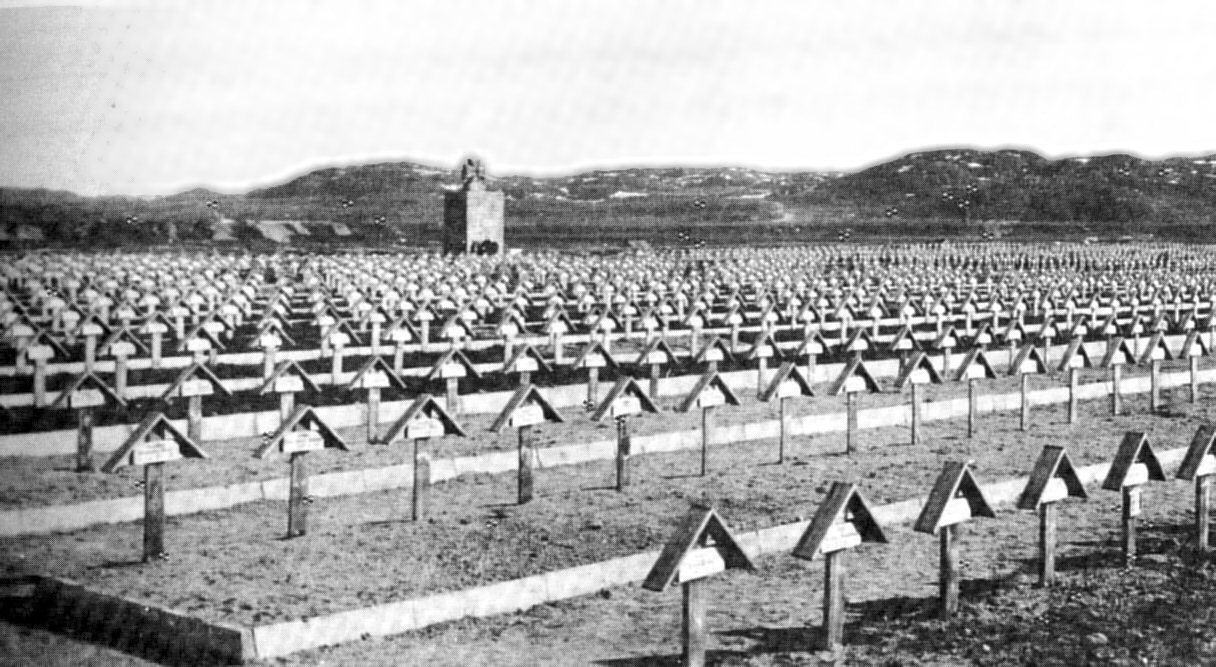
ドイツ人の墓地
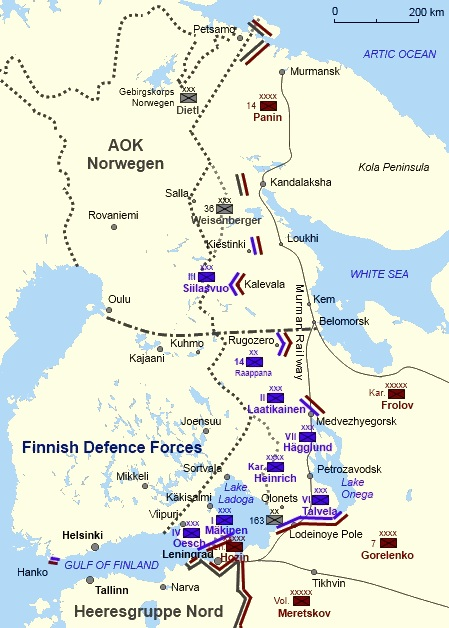
12月までの侵出

## 註
1. 1 2  Mann & Jörgensen (2002), p. 81
2. 1 2 3  Mann & Jörgensen (2002), p. 87
3. ↑  Jowett, Snodgrass, Ruggeri (2006), p.30
4. ↑  徴兵、海兵、船乗などの混成団
5. ↑  Mann & Jörgensen (2002), p. 81-87
6. ↑  Chapter 3, Part X, Shirokorad
7. ↑  Ziemke (1960), p. 184. - German-Finnish casualties until the end of September when the offensive was cancelled.
8. ↑  Mann & Jörgensen (2002), p. 88
9. ↑  11月に東カレリアでムルマンスク＝レニングラード間はフィンランド軍により遮断されたが、ベルモルスクから支線が分岐しており、モスクワ、アルハンゲリスクとつながっていた。
10. ↑  http://www.feldgrau.com/econo.html Of all the lend-lease aid, approximately 50% was delivered via the Pacific, 25% via Persia and 25% via the northern route to Archangel and Murmansk.